# Comté de Bruce

Localisation du comté de Bruce en Ontario

Le comté de Bruce est un comté situé dans le Sud-ouest de la province canadienne de l'Ontario et qui inclut la péninsule Bruce. Le centre administratif est à Walkerton.

## Histoire
Le nom du comté est lié à la route Bruce et à la péninsule de Bruce qui font référence à James Bruce, 8e comte d'Elgin et 12e comte de Kincardine, sixième gouverneur général de la province du Canada[réf. nécessaire].

## Géographie
Le comté comprend le parc national de la Péninsule-Bruce, le parc provincial MacGregor Point ainsi que les villes de Tobermory et Wiarton[réf. nécessaire].

## Démographie
En tant que division de recensement dans le recensement de 2011, le comté de Bruce a une population de 66 102 habitants dans 27 447 de ses 40 033 logements, soit une variation de 1,2 % par rapport à la population de 2006. Avec une superficie de 4 087,76 km2, ce comté possède une densité de population de 16,2 hab/km2 en 2011.
Concernant le recensement de 2006, le comté de Bruce abritait 65 349 habitants dans 26 327 de ses 38 432 logements. Avec une superficie de 4 079,17 km2, ce comté possédait une densité de population de 16 hab/km2 en 2006.

## Personnalité liée au Comté de Bruce
- William Howard Hearst (ancien premier ministre de l'Ontario)

## Communautés
- Villes
  - Saugeen Shores
  - South Bruce Peninsula

- Canton
  - Huron-Kinloss

- Municipalités
  - Arran-Elderslie
  - Brockton
  - Kincardine
  - Northern Bruce Peninsula
  - South Bruce

- Réserves indiennes
  - Neyaashiinigmiing
  - Saugeen 29